# César Gioja
César Ambrosio Gioja (provincia de San Juan, 10 de febrero de 1945) es un abogado, empresario y político argentino, miembro del Partido Justicialista, que se desempeñó como senador nacional por la provincia de San Juan entre 2005 y 2011.

## Biografía
Egresó de la escuela secundaria en San José de Jáchal como maestro normal nacional y en 1968 se graduó de abogado en la Universidad de Morón. En 1964 presidió la Juventud Universitaria Católica y entre 1965 y 1967 el Centro Estudiantes de Derecho de la Universidad Católica de Cuyo. Fue activo en la Juventud Peronista, integrando su conducción, y en 1972 fue apoderado del Partido Justicialista (PJ) en San Juan.
En 1973, fue elegido diputado provincial, presidiendo el bloque del PJ. Tras el golpe de Estado del 24 de marzo de 1976, fue detenido sin juicio en Chimbas y La Plata hasta el año siguiente. Continuó activo en política, siendo secretario general de la rama política del Movimiento Nacional Justicialista en 1978 y secretario político del Consejo Provincial del PJ en 1982.
Al regreso de la democracia, se postuló como candidato del Frente de Liberación Justicialista para gobernador de San Juan en las elecciones provinciales de 1983. Su compañero de fórmula fue Pablo Antonio Ramella. Quedó en segundo lugar con el 29,84 % de los votos, resultando electo el bloquista Leopoldo Bravo.
Desde 1984 fue asesor de la municipalidad del Departamento Iglesia y en 1987 fue conjuez de la Corte de Justicia provincial. En 1991 se convirtió en subsecretario de Seguridad Interior del Ministerio del Interior de la Nación, bajo la presidencia de Carlos Menem. Al año siguiente, fue nombrado ministro de Gobierno de la provincia de San Juan, designado por el gobernador Juan Carlos Rojas.
En 1983 se convirtió en congresal nacional del PJ, y al año siguiente en apoderado nacional. En 1985 fue interventor del PJ de la provincia de Buenos Aires.
Desde 2003 se desempeñó como asesor de la gobernación de su hermano, José Luis. En 2005 fue elegido senador nacional por San Juan, con mandato hasta 2011, integrando el bloque del PJ-Frente para la Victoria. En la cámara alta, fue presidente del Comité de Minería, Energía y Combustible, y en 2006 integró la comisión especial, creada por el Poder Ejecutivo Nacional, para analizar la situación jurídica-financiera de la Represa de Yacyretá.
Se opuso a la Ley de protección de glaciares, defendiendo la actividad minera en la cordillera de los Andes. En 2008 votó a favor del proyecto de Ley de Retenciones y Creación del Fondo de Redistribución Social. Un año después votó a favor de la Ley de Servicios de Comunicación Audiovisual, y en 2010 en contra de la Ley de matrimonio entre personas del mismo sexo.
Fuera del ámbito público, ejerció la abogacía entre 1968 y 1991, y desde 1982 ha sido empresario del sector vitivinícola y desde 1992, del sector minero.